# Kaartirivier
De Kaartirivier (Kaartijoki) is een rivier in de Zweedse gemeente Haparanda. Het riviertje van ongeveer 3 kilometer krijgt zijn water uit het grote moeras Kaartivuomo, stroomt zoals bijna alle rivieren naar het zuidoosten, maar vlak voordat het de Torne instroomt, stroomt het noordoostwaarts. Vanaf het keerpunt heet de rivier Ylinen (boven /over) Kaartijoki.